# The Tracker
The Tracker è un film del 2002 diretto da Rolf de Heer.

## Trama
Ambientato nel 1922 nell'entroterra australiano, dove un poliziotto coloniale bianco razzista, usa l'abilità di tracciamento di un inseguitore indigeno (Gulpilil) per trovare l'assassino di una donna bianca.